# Gągolin Zachodni
Gągolin Zachodni [pronunciación en polaco: /ɡɔnˈɡɔlin zaˈxɔdni/] es un pueblo ubicado en el distrito administrativo de Gmina Kocierzew Południowy, dentro del Distrito de Łowicz, Voivodato de Łódź, en Polonia central. Se encuentra aproximadamente a 5 kilómetros al sureste de Kocierzew Południowy, a 13 kilómetros al noreste de Łowicz, y a 60 kilómetros al noreste de la capital regional Łódź.